# اسپاگتی (فیلم)
اسپاگتی (انگلیسی: Spaghetti) یک فیلم کمدی کوتاه است که در سال ۱۹۱۶ منتشر شد. از بازیگران آن می‌توان به اولیور هاردی اشاره کرد.